# Hocine Gasmi
Pour les articles homonymes, voir Gasmi.
Hocine Gasmi, né le 26 mars 1974 à Alger (Algérie) et mort le 21 mai 2000 dans le 13e arrondissement de Paris, est un footballeur algérien.

## Biographie
Venu du MC Alger puis transféré à la JS Kabylie en 1999. Gasmi intéressait de près le RC Lens mais il meurt à la suite de son dernier but marqué contre l'USM Annaba dans le stade du 1er novembre. Sur un centre de son coéquipier Fawzi Moussouni, Gasmi réussit à marquer un but de la tête mais ne peut éviter un choc avec le défenseur adverse Mourad Slatni. Gasmi retombe violemment sur la tête et perd connaissance. Il est amené à l'hôpital de Tizi Ouzou, puis à l'hôpital de la Pitié Salpêtrière à Paris, mais il meurt de sa blessure à la tête.

## Statistiques Club
| Saison                | Club                  | Championnat           | Championnat | Championnat | Coupe nationale | Coupe nationale | Coupe de la Ligue | Coupe de la Ligue | Total | Total |
| Saison                | Club                  | Division              | M.          | B.          | M.              | B.              | M.                | B.                | M.    | B.    |
| 1997-1998             | MC Alger              | 1                     | 6           | 2           | 0               | 0               | 1                 | 0                 | 7     | 2     |
| 1998-1999             | MC Alger              | 1                     | 20          | 4           | 5               | 3               | -                 | -                 | 25    | 7     |
| 1999-2000             | JS Kabylie            | 1                     | 14          | 6           | 1               | 1               | +4                | +1                | 19    | 8     |
| Total sur la carrière | Total sur la carrière | Total sur la carrière | 40          | 11          | 6               | 4               | 5                 | 1                 | 51    | 16    |